# 퍼스트이모션
퍼스트이모션(FIRST EMOTION)은 영상 제작, 상품 기획, 커뮤니케이션, 마케팅, 무역 수출입, 부동산 개발, 투자유치를 하는 대한민국의 기업이다.
가수 장윤정의 동생이 운영한다.

## 주요 사업

### 홍보 영상 제작
- 기업 및 매장 홍보 영상
- 제품 홍보 영상
- 행사 홍보 및 현장 영상
- 정책 홍보 영상

기획·촬영·편집 분야의 전문가들이 각각의 취지에 맞게 영상을 제작하고 있다.

### 기록 영상 제작
관공서, 기업, 개인의 옛 사진 등의 자료를 영상으로 제작하고 있다.

### 소셜미디어 영상 제작
SNS, 유튜브, TV 캐스트, SMR 등 트렌드에 맞게 광고 영상을 제작하고 있다.

### 온라인 실시간 생중계
유튜브, 페이스북 등 생중계 플랫폼을 이용한 라이브 스트리밍 서비스를 제공하고 있다.

### 제품과 시장의 재구상
기업이 시장에 더 나은 서비스를 제공하거나 새로운 시장을 창출, 혁신을 통해 비용을 낮춤으로써
성장할 수 있도록 협력을 하고 있다.

### 가치사실의 생산성 재정의
국가와 지역 발전을 촉진시키면서 자원 투입과 분배의 양과 질, 비용 등의 분석을 통해
전력적으로 생산성을 개선하고 있다.

### 유통클러스터 구축
기업의 경쟁력을 다시 발견하고 함께 성장하기 위해서 공급업체, 인프라, 인력 등과 함께
유통 클러스터를 구축하고 있다.
- 상품 기획
- 브랜드 커뮤니케이션
- B2B 마케팅
- B2C 마케팅
- 부동산 개발
- 부동산 투자유치

### 아시아 유통체인 구축
아시아 시장을 중심으로 수출 유망 품목을 발굴하여 최적의 유통채널을 분석하여
시장진입지원, 통관·배송, 사후관리까지 수출 전 과정에 걸쳐 통합지원하는 업무를
하고 있다.
국가:베트남, 일본, 필리핀, 인도네시아

### 부동산 개발
- 복합문화시설
- 호텔
- 리조트
- 쇼핑타운

### 부동산 투자유치
아시아 부동산디벨로퍼 그룹의 파트너를 통해 투자유치를 하고 있다.